# راغون-يسنيتس
راغون يسنيتس (بالألمانية: Raguhn-Jeßnitz) هي بلدة ألمانية تقع في ألمانيا في ساكسونيا أنهالت. يقدر عدد سكانها بـ 10,181 نسمة .